# Badische Lokal-Eisenbahnen

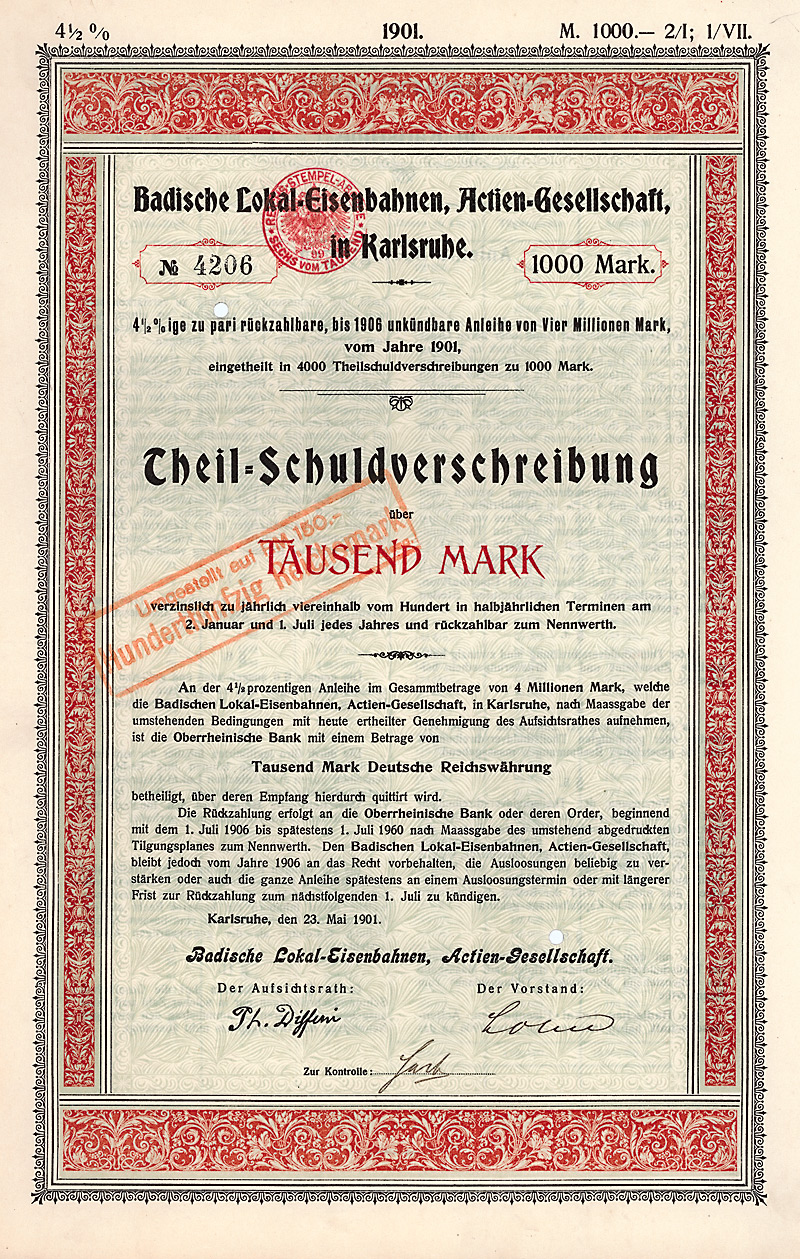
Teilschuldverschreibung über 1000 Mark der Badischen Lokal-Eisenbahnen AG vom 23. Mai 1901

Die Badische Lokal-Eisenbahnen AG (B.L.E.A.G.) war eine Tochtergesellschaft der Westdeutschen Eisenbahn-Gesellschaft (W.E.G.) in Köln. Diese gründeten die B.L.E.A.G. am 27. Oktober 1898 in Karlsruhe zusammen mit Geheimrat Friedrich Lenz und einigen Banken als Betriebsführungs-Gesellschaft für die badischen Bahnen der W.E.G. mit einem Aktienkapital von sechs Millionen Mark.

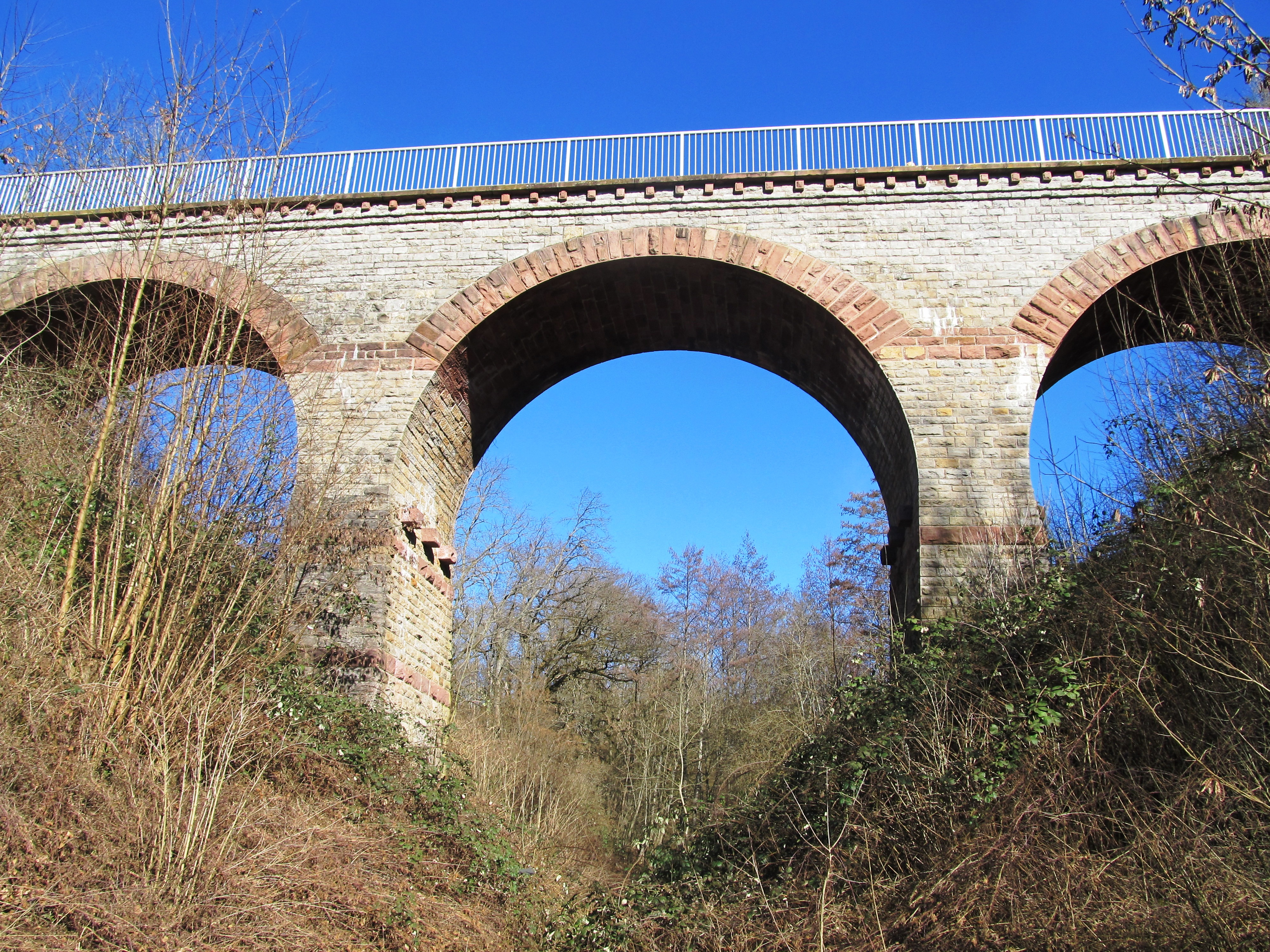
Viadukt der Katzbachbahn bei Eichelberg erbaut 1899/1900 im Auftrag der B.L.E.A.G

Das Streckennetz umfasste im Jahre 1914 vier normalspurige Bahnbetriebe mit einer Streckenlänge von 97 Kilometern:
- Bruchsal – Ubstadt – Odenheim – Hilsbach (Katzbachbahn, 26,5 km) mit Zweigstrecke Ubstadt – Menzingen (Kraichtalbahn, 14,9 km), schrittweise eröffnet ab 5. März 1896
- Bühl – Oberbühlertal (Bühlertalbahn, 6,0 km), eröffnet am 28. Dezember 1896
- Wiesloch-Walldorf – Wiesloch Stadt – Meckesheim (19,1 km) eröffnet am 14. Mai 1901, mit Zweigstrecke Wiesloch Stadt – Waldangelloch (13,2 km), eröffnet am 16. Oktober 1901
- Neckarbischofsheim – Hüffenhardt (Krebsbachtalbahn, 17,1 km), eröffnet am 16. Oktober 1902

sowie die Albtalbahn mit 56,4 km in Meterspur: 
- Karlsruhe Albtalbf – Ettlingen – Busenbach – Herrenalb mit Zweigstrecke Busenbach – Ittersbach – Brötzingen – Pforzheim, schrittweise eröffnet ab 1. Dezember 1897

und die dreischienig ausgeführte Ettlinger Seitenbahn. 
Bis 1910 war die B.L.E.A.G. auch Eigentümerin von zwei weiteren Nebenbahnen in Württemberg:
- Aalen – Neresheim – Dillingen (Härtsfeldbahn, Meterspur, 55,5 km), schrittweise eröffnet ab 29. Oktober 1901
- Reutlingen – Gönningen (Gönninger Bahn, Normalspur, 16,5 km), eröffnet am 20. September 1902

Diese wurden an die  Württembergischen Nebenbahnen AG verkauft; mit dem Erlös konnte die Albtalbahn elektrifiziert werden.
In der Weltwirtschaftskrise um das Jahr 1930 geriet die B.L.E.A.G. in finanzielle Schwierigkeiten. Um den Bahnbetrieb weiterführen zu können, musste sie ein Darlehen von 100.000 Reichsmark aufnehmen, für welches das Land Baden die Bürgschaft übernahm. Trotzdem ging die Gesellschaft am 26. September 1931 in Konkurs.
Die Bahnen wurden mit Wirkung vom 1. Januar 1932 für 500.000 Mark an die Deutsche Eisenbahn-Betriebsgesellschaft AG (DEBG) veräußert. Lediglich der Abschnitt Brötzingen – Ittersbach der Albtalbahn war schon zum 1. Februar 1931 der Stadt Pforzheim überlassen worden, die ihn (erneut) elektrifizierte und als Pforzheimer Kleinbahn fortan selbst betrieb.